# Auguste von Prillwitz
Auguste von Prillwitz (geborene Arend; * 10. Juli 1801; † 26. Mai 1834 in Berlin) war die zweite Lebensgefährtin des Prinzen August von Preußen (1779–1843), eines Neffen Friedrichs II. von Preußen.

## Leben
Auguste von Prillwitz war die Tochter eines jüdischen Geldwechslers und Rentiers namens Arend. Um 1818 lernte sie, kurz nach dem Tod des Vaters, den Prinzen August von Preußen kennen, der sich von seiner ersten Lebensgefährtin Karoline Friederike Wichmann (1781–1844) getrennt hatte, und ging mit ihm eine Liaison ein. Bereits im Juni 1819 wurde ihre erste Tochter Malwine geboren. Im selben Jahr zog Auguste mit ihrer Mutter und dem Kind in Schloss Rheinsberg ein, das Prinz August im Jahr 1813 von seinem Vater geerbt hatte. Ihr wurde eine Gesellschafterin zugeteilt, die dem „physischen oder moralischen Wohle des Fräuleins“ Sorge zu tragen hatte. Zur Ausstattung seiner Tochter kaufte Prinz August 1821 das Gut Prillwitz in Pommern. Dort hielt sich Auguste jedoch nur in den Sommermonaten auf, die übrige Zeit verbrachte sie in Rheinsberg und Berlin. Dort war sie für den Prinzen schneller erreichbar.
Wenige Monate nach der Geburt ihres Sohnes Ferdinand erhob König Friedrich Wilhelm III. Auguste Arend und ihre beiden Kinder am 12. Juli 1825 unter dem Namen „von Prillwitz“ in den preußischen Adelsstand. Während sie in den folgenden Jahren weitere fünf Kinder bekam, verschlechterte sich ihr Gesundheitszustand. Möglicherweise war sie an Tuberkulose erkrankt. Zwei Reisen nach Italien 1832 und 1833 brachten keine Besserung. Ebenso war die Behandlung durch drei Ärzte, darunter Christoph Wilhelm Hufeland, ohne Erfolg. Sie starb 1834 in ihrer Wohnung in der Leipziger Straße in Berlin und wurde in der Prillwitzer Kirche beigesetzt. Um 1835 ließ Prinz August ihren Sarg und die Särge von zwei früh verstorbenen Kindern in ein Mausoleum im Gutspark bringen, das Karl Friedrich Schinkel ausgestattet und wahrscheinlich auch entworfen hatte. Es ist zerstört, während das Schloss und der Park gut erhalten sind.

## Nachkommen
Wenn Auguste von Prillwitz und Prinz August von Preußen auch über viele Jahre in einem eheähnlichen Verhältnis gelebt haben, darf in diesem Fall nicht von einer morganatischen Ehe gesprochen werden, da von einer Heirat nichts bekannt ist. Ihre gemeinsamen Kinder, geadelt als von Prillwitz, waren:
- Malwine (* 10. Juni 1819 in Berlin; † 3. November 1888 in Rom), Adelserhebung am 12. Juli 1825, verheiratet mit Cäsar von Dachröden
- Ferdinand (* 10. Januar 1825 in Berlin; † 25. Februar 1849 in Koblenz), Adelserhebung am 12. Juli 1825
- Elisabeth/Elise (* 23. Juni 1827 in Berlin; † 22. Dezember 1854 in Rom), Adelserhebung am 3. Dezember 1828, verheiratet seit 1846 mit Harry von Arnim
- August (* 13. Juli 1828 in Berlin; † 27. Mai 1835 Prillwitz), Adelserhebung am 3. Dezember 1828
- Ludwig (* 23. Juli 1829 in Berlin; † 31. Mai 1894 ebenda), Adelserhebung am 26. Oktober 1829 ⚭ Georgine Marie Elisabeth Eugenie (* 23. Dezember 1835; † 7. Januar 1899), Tochter von Karl von Moltke
- Marie (* 3. September 1830 in Berlin; † 1. Mai 1831 ebenda), Adelserhebung am 16. November 1830
- Klara (* 21. Oktober 1831 in Berlin; † 24. Juli 1883 in Wiesbaden), Adelserhebung am 17. Dezember 1831, verheiratet mit dem Gutsbesitzer Gustav von Arnim (1820–1904), Mitglied des Preußischen Herrenhauses

## Wappen
Geteilt, oben in Schwarz ein silberner Stern zwischen zwei silbernen Flügeln, unten in Blau ein goldenes Schloss (Prillwitz); auf dem Helm mit rechts blau-goldenen, links rot-goldenen Decken drei silberne Straußenfedern zwischen offenem schwarzem Fluge.

## Einzelnachweis
1. ↑  Informationen und Abbildung der Ruine auf einer privaten polnischen Webseite vom 5. Oktober 2020, abgefragt am 7. Oktober 2021.

| Personendaten    | Personendaten                                  |
| ---------------- | ---------------------------------------------- |
| NAME             | Prillwitz, Auguste von                         |
| ALTERNATIVNAMEN  | Arend, Auguste (Geburtsname)                   |
| KURZBESCHREIBUNG | Lebensgefährtin des Prinzen August von Preußen |
| GEBURTSDATUM     | 10. Juli 1801                                  |
| STERBEDATUM      | 26. Mai 1834                                   |
| STERBEORT        | Berlin                                         |